# マウントカーメル (サスカチュワン州)
マウントカーメル (Mount Carmel) は、カナダ、サスカチュワン州のハンボルト農村型自治体第370号に位置するハムレット（小村）。当地は、サスカチュワン州道5号線の南 5km、ハンボルト市の南西 11km に位置している。別名として、カーメル (Carmel) としても知られている。ゴーストタウンとされている。

## マウントカーメル聖堂

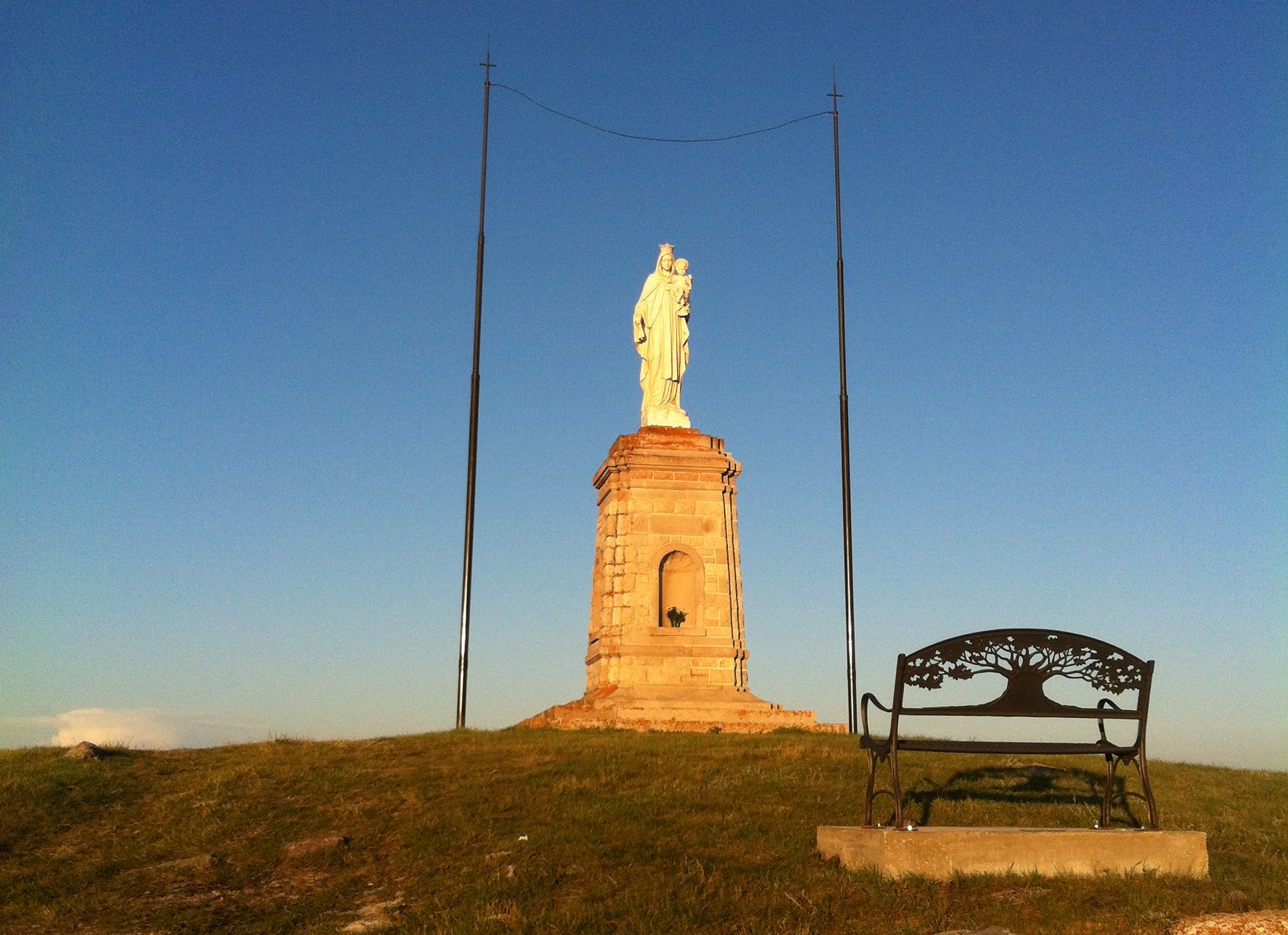
マウントカーメル聖堂、2016年撮影。

近傍には、マウントカーメル聖堂がある。このカトリック教会の信仰に基づくランドマークは、マウントカーメルの北 4.5km（2.7マイル）に位置し、1928年にアントニオ・モラーロ (Antonio Molaro) によって像の台座部分、1937年にはチャペルが、サスカチュワン州東中部の最も標高の高い地点に建てられた。この建設を発注したのは、ミュンスターの聖ペテロ修道院の修道院長サーヴェリン・ガートキン (Serverin Gertkin) であった。白い大理石の立像は、イタリアから輸入されたもので、高さは8 ft 0 in (2.44 m)あり、台座は14 ft 0 in (4.27 m)である。この像は、1928年に祝福された。この場所への巡礼は、1922年から年間行事として始められた。